# SS Puck (1948)
SS Puck – polski parowy drobnicowiec, zbudowany po II wojnie światowej w Wielkiej Brytanii dla zastąpienia utraconego podczas wojny statku „Puck”, według jego zmodyfikowanych planów. 

## Historia
Przed II wojną światową armator Żegluga Polska zamówił w brytyjskiej stoczni Swan, Hunter and Wigham Richardson Ltd. dwa bliźniacze statki: „Puck”, i SS „Hel”. Pierwszy z nich został utracony podczas wojny, wobec tego po wojnie armator, w celu szybkiego uzupełnienia utraconego tonażu, zamówił w stoczni kolejny statek według nieco tylko zmodyfikowanych planów. Otrzymał on również nazwę „Puck”. Został wodowany 4 października 1948 roku, a przybył po raz pierwszy do Gdyni 16 maja 1949 roku. 
Początkowo pływał w barwach Żeglugi Polskiej, a od 1951 roku armatorem były  Polskie Linie Oceaniczne. Pływał na regularnych liniach, głównie do portów Europy Zachodniej, m.in. Antwerpii. Wycofany z eksploatacji 13 stycznia 1962 roku.
W 1953 roku Marynarka Wojenna rozważała przejęcie statku i jego przebudowę na stawiacz min, przenoszący około 170 min w komorach minowych. Projekt przebudowy opracowano w styczniu 1954, lecz na skutek odprężenia w stosunkach międzynarodowych, z przejęcia statku i przebudowy zrezygnowano.